# Коммодор (Пенсільванія)
Коммодор (англ. Commodore) — переписна місцевість (CDP) в США, в окрузі Індіана штату Пенсільванія. Населення — 284 особи (2020).

## Географія
Коммодор розташований за координатами 40°42′54″ пн. ш. 78°56′5″ зх. д. / 40.71500° пн. ш. 78.93472° зх. д. (40.715079, -78.934663).  За даними Бюро перепису населення США в 2010 році переписна місцевість мала площу 2,00 км², з яких 1,99 км² — суходіл та 0,01 км² — водойми.

## Демографія
Згідно з переписом 2010 року, у переписній місцевості мешкала 331 особа в 125 домогосподарствах у складі 93 родин. Густота населення становила 166 осіб/км².  Було 146 помешкань (73/км²).
Расовий склад населення:
| - 97,3 % — білих - 0,6 % — чорних або афроамериканців - 0,3 % — корінних американців |

До двох чи більше рас належало 1,8 %. Частка іспаномовних становила 0,3 % від усіх жителів.
За віковим діапазоном населення розподілялося таким чином: 27,5 % — особи молодші 18 років, 63,7 % — особи у віці 18—64 років, 8,8 % — особи у віці 65 років та старші. Медіана віку мешканця становила 34,5 року. На 100 осіб жіночої статі у переписній місцевості припадало 97,0 чоловіків;  на 100 жінок у віці від 18 років та старших — 89,0 чоловіків також старших 18 років.
За межею бідності перебувало 40,8 % осіб, у тому числі 59,6 % дітей у віці до 18 років та 34,1 % осіб у віці 65 років та старших.
Цивільне працевлаштоване населення становило 179 осіб. Основні галузі зайнятості: мистецтво, розваги та відпочинок — 33,0 %, будівництво — 25,7 %, виробництво — 19,0 %, освіта, охорона здоров'я та соціальна допомога — 17,9 %.